# Ardisia monilipila
Ardisia monilipila är en viveväxtart som beskrevs av Benjamin Clemens Masterman Stone. Ardisia monilipila ingår i släktet Ardisia och familjen viveväxter. Inga underarter finns listade i Catalogue of Life.